# 시라이 고스케
시라이 고스케(일본어: 白井 康介, 1994년 5월 1일 ~ )는 일본의 축구 선수이다. 현재 J1리그의 FC 도쿄에서 뛰고 있다.

## 구단 경력
그는 2014년부터 J리그의 쇼난 벨마레, 에히메 FC, 홋카이도 콘사돌레 삿포로, 교토 상가 FC, FC 도쿄에서 뛰었다.